# Orazio Fagone
Orazio Fagone, né le 13 novembre 1968 à Catane, est un patineur de vitesse sur piste courte italien, reconverti en joueur de hockey sur luge et en curleur handisport.

## Biographie
Orazio Fagone dispute les épreuves de démonstration de patinage de vitesse sur piste courte des Jeux olympiques d'hiver de 1988 à Calgary ; il termine deuxième en relais sur 5 000 m et troisième sur relais sur 1 500 m. Il participe aussi aux Jeux olympiques d'hiver de 1992 à Albertville, sans dépasser le stade du premier tour sur 500 m. Il remporte la médaille d'or en relais sur 5 000 m aux Jeux olympiques d'hiver de 1994 à Lillehammer.
Sa carrière en patinage est stoppée le 30 mai 1997 à la suite d'un accident de moto ayant pour conséquences l'amputation de sa jambe droite. Désormais en fauteuil roulant, il se consacre au hockey sur luge, remportant trois titres nationaux, et au curling handisport, participant aux Mondiaux de 2004 et 2005. Il dispute les Jeux paralympiques d'hiver de 2006 ; il est ainsi le troisième sportif à avoir participé aux Jeux olympiques et paralympiques.